# Orco Feglino
Orco Feglino (ligur nyelven Orcu Feìn vagy Òrcu Fögìn) település Olaszországban, Liguria régióban, Savona megyében. Lakosainak száma 919 fő (2023. január 1.). Orco Feglino Finale Ligure, Quiliano, Calice Ligure, Mallare és Vezzi Portio községekkel határos.

## Népesség
A település lakossága az elmúlt években az alábbi módon változott:
| Lakosok száma | 898  | 890  | 919  |
|               | 2017 | 2018 | 2023 |